# Symplocos subcuneata
Symplocos subcuneata là một loài thực vật có hoa trong họ Dung. Loài này được (Herzog) Stahl miêu tả khoa học đầu tiên năm 1994.